# Лудештиј де Жос (Хунедоара)
Лудештиј де Жос (рум. Ludeștii de Jos) насеље је у Румунији у округу Хунедоара у општини Ораштиоара де Сус. Oпштина се налази на надморској висини од 344 m.

## Историја
Према државном шематизму православног клира Угарске 1846. године у месту "Лудешд" живело је 78 православних породица, са придодатим филијарним - 66 из Коштеда. Православни парох је био тада поп Никола Поповић.

## Становништво
Према подацима из 2002. године у насељу је живело 326 становника, од којих су сви румунске националности.